# Romaricus Flugi von Aspermont
Romaricus Flugi von Aspermont OSB (* 10. Februar 1821 in Neapel; † 3. Juli 1904 in Rom) war Abtordinarius von Monaco und Generalabt der Kongregation von Subiaco.

## Leben
Flugi stammte aus einer Bündner Adelsfamilie, wurde aber in Neapel geboren, wo sein Vater Nikolaus Flugi von Aspermont zur Zeit der Bourbonenherrschaft Offizier war. Er trat 1863 in das Kloster Subiaco ein, wurde 1865 Priester und 1868 von Papst Pius IX. zum Gefreiten Abt der Exemten Abtei Saints-Nicholas-et-Benoît für das Gebiet des Fürstentum Monaco ernannt. In dieser Funktion nahm er als Konzilsvater am Ersten Vatikanischen Konzil teil. Da er sich mit dem Fürsten nicht verstand, legte er sein Amt 1871 nieder und ging zunächst nach Subiaco zurück, nach dessen Aufhebung durch die italienische Regierung zu Verwandten in die Schweiz.
1880 wählte ihn das Generalkapitel der Kongregation von Subiaco zum Prokurator. 1881 ernannte ihn Papst Leo XIII. zum Titularabt von Santa Maria di Torrechiara (in Parma). 1888 wurde er in seinem Amt bestätigt und 1890 als Nachfolger des verstorbenen Jordan Ballsieper zum Generalabt der Kongregation gewählt. 1896 lehnte er wegen seines Alters eine Wiederwahl ab und übernahm wieder das Amt des Generalprokurators, für das er 1900 noch einmal wiedergewählt wurde. In den letzten Jahren wegen Krankheit kaum noch in der Lage, sein Amt auszuüben, starb er 1904 in Sant’Ambrogio in Rom und wurde auf dem Ager Verano begraben.